# Seznam kulturních památek ve Voticích
Tento seznam nemovitých kulturních památek ve městě Votice v okrese Benešov vychází z  Ústředního seznamu kulturních památek ČR, který na základě zákona č. 20/1987 Sb., o státní památkové péči, vede Národní památkový ústav jako ústřední organizace státní památkové péče. Údaje jsou průběžně upřesňovány, přesto mohou obsahovat i řadu věcných a formálních chyb a nepřesností či být neaktuální. 
Pokud byly některé části dotčeného území vyčleněny do samostatných seznamů, měly by být odkazy na tyto dílčí seznamy uvedeny v úvodu tohoto seznamu nebo v úvodu příslušné sekce seznamu.
- Seznam kulturních památek v Martinicích (Votice)

## Votice
|  | Kategorie „Chapel of the Holy Sepulchre (Votice) “ na Wikimedia Commons | Hledat fotografie a kategorie ve Wikimedia Commons podle rejstříkového čísla památky | Nahrát snímek k tomuto tématu do úložiště Wikimedia Commons |  |

|  | Kategorie „Franciscan monastery (Votice) “ na Wikimedia Commons | Hledat fotografie a kategorie ve Wikimedia Commons podle rejstříkového čísla památky | Nahrát snímek k tomuto tématu do úložiště Wikimedia Commons |  |

|  | Kategorie „New castle (Votice) “ na Wikimedia Commons | Hledat fotografie a kategorie ve Wikimedia Commons podle rejstříkového čísla památky | Nahrát snímek k tomuto tématu do úložiště Wikimedia Commons |  |

|  | Kategorie „Old town hall in Votice “ na Wikimedia Commons | Hledat fotografie a kategorie ve Wikimedia Commons podle rejstříkového čísla památky | Nahrát snímek k tomuto tématu do úložiště Wikimedia Commons |  |

|  | Kategorie „Maria column in Votice “ na Wikimedia Commons | Hledat fotografie a kategorie ve Wikimedia Commons podle rejstříkového čísla památky | Nahrát snímek k tomuto tématu do úložiště Wikimedia Commons |  |

|  |  | Hledat fotografie a kategorie ve Wikimedia Commons podle rejstříkového čísla památky | Nahrát snímek k tomuto tématu do úložiště Wikimedia Commons |  |

|  |  | Hledat fotografie a kategorie ve Wikimedia Commons podle rejstříkového čísla památky | Nahrát snímek k tomuto tématu do úložiště Wikimedia Commons |  |

|  | Kategorie „Statue of John of Nepomuk at Jánské náměstí in Votice “ na Wikimedia Commons | Hledat fotografie a kategorie ve Wikimedia Commons podle rejstříkového čísla památky | Nahrát snímek k tomuto tématu do úložiště Wikimedia Commons |  |

|  | Kategorie „Statue of John of Nepomuk in Votice (Pražská street) “ na Wikimedia Commons | Hledat fotografie a kategorie ve Wikimedia Commons podle rejstříkového čísla památky | Nahrát snímek k tomuto tématu do úložiště Wikimedia Commons |  |

|  | Kategorie „Old castle (Votice) “ na Wikimedia Commons | Hledat fotografie a kategorie ve Wikimedia Commons podle rejstříkového čísla památky | Nahrát snímek k tomuto tématu do úložiště Wikimedia Commons |  |

|  | Kategorie „Church of Saint Wenceslaus (Votice) “ na Wikimedia Commons | Hledat fotografie a kategorie ve Wikimedia Commons podle rejstříkového čísla památky | Nahrát snímek k tomuto tématu do úložiště Wikimedia Commons |  |

|  |  | Hledat fotografie a kategorie ve Wikimedia Commons podle rejstříkového čísla památky | Nahrát snímek k tomuto tématu do úložiště Wikimedia Commons |  |

|  | Kategorie „Jewish cemetery in Votice “ na Wikimedia Commons | Hledat fotografie a kategorie ve Wikimedia Commons podle rejstříkového čísla památky | Nahrát snímek k tomuto tématu do úložiště Wikimedia Commons |  |

## Mladoušov
| Památka                         | Fotografie                                            | Rejstříkové číslo v ÚSKP                                                             | Sídelní útvar                                               | Poloha                                                              | Popis a poznámky |
| ------------------------------- | ----------------------------------------------------- | ------------------------------------------------------------------------------------ | ----------------------------------------------------------- | ------------------------------------------------------------------- | --- |
| Výklenková kaplička (Q37821221) | \| \| \| \| \| \|                                     | 25368/2-227 Pam. katalog MIS                                                         | Mladoušov                                                   | při cestě z Votic, pp. 329/2 49°38′53,23″ s. š., 14°38′15,92″ v. d. | Drobná nezdobená výklenková kaple obdélného půdorysu s trojúhelným štítem a sedlovou stříškou, na čelní straně segmentem sklenutá nika. Zřejmě z přelomu 18. a 19. století. · Památkově chráněno od roku 1965. |
|                                 | Kategorie „Chapel in Mladoušov “ na Wikimedia Commons | Hledat fotografie a kategorie ve Wikimedia Commons podle rejstříkového čísla památky | Nahrát snímek k tomuto tématu do úložiště Wikimedia Commons |                                                                     | |

## Beztahov
| Památka          | Fotografie                                          | Rejstříkové číslo v ÚSKP                                                             | Sídelní útvar                                               | Poloha                                                 | Popis a poznámky |
| ---------------- | --------------------------------------------------- | ------------------------------------------------------------------------------------ | ----------------------------------------------------------- | ------------------------------------------------------ | --- |
| Tvrz (Q33243522) | \| \| \| \| \| \|                                   | 31912/2-115 Pam. katalog MIS                                                         | Beztahov                                                    | v areálu čp. 20 49°38′24,72″ s. š., 14°36′45,01″ v. d. | Zbytky tvrze obsažené v novodobé patrové budově, částečně podsklepené. Pozůstatky obvodového příkopu zhruba ve dvou třetinách obvodu, relikty architektonických prvků. · Poznámka: Obytný dům čp. 20, který přiléhá k východnímu průčelí tvrze, není předmětem ochrany. · Památkově chráněno od roku 1965. |
|                  | Kategorie „Beztahov fortress “ na Wikimedia Commons | Hledat fotografie a kategorie ve Wikimedia Commons podle rejstříkového čísla památky | Nahrát snímek k tomuto tématu do úložiště Wikimedia Commons |                                                        | |

## Hostišov
| Památka                    | Fotografie                                              | Rejstříkové číslo v ÚSKP                                                             | Sídelní útvar                                               | Poloha                                             | Popis a poznámky |
| -------------------------- | ------------------------------------------------------- | ------------------------------------------------------------------------------------ | ----------------------------------------------------------- | -------------------------------------------------- | --- |
| Herbenova vila (Q33248658) | \| \| \| \| \| \|                                       | 18304/2-3988 Pam. katalog MIS                                                        | Hostišov                                                    | Hostišov 11 49°36′58,24″ s. š., 14°39′27,51″ v. d. | Obdélná přízemní vila s dvouetážovým podkrovím, zděná, částečně hrázděná, hmotově a prostorově rozmanitá, krytá valbovými střechami, ve stylu moderny (secese) s prvky lidové architektury, z let 1901–1902 podle návrhu architekta Jana Kotěry. Památkově chráněno od 30. listopadu 1987. |
|                            | Kategorie „Herbenova vila čp. 11‎ “ na Wikimedia Commons | Hledat fotografie a kategorie ve Wikimedia Commons podle rejstříkového čísla památky | Nahrát snímek k tomuto tématu do úložiště Wikimedia Commons |                                                    | |

## Buchov
| Památka                     | Fotografie                                    | Rejstříkové číslo v ÚSKP                                                             | Sídelní útvar                                               | Poloha                                         | Popis a poznámky |
| --------------------------- | --------------------------------------------- | ------------------------------------------------------------------------------------ | ----------------------------------------------------------- | ---------------------------------------------- | --- |
| Tvrziště Buchov (Q37288242) | \| \| \| \| \| \|                             | 37435/2-272 Pam. katalog MIS                                                         | Buchov                                                      | pp. 912 49°36′42,14″ s. š., 14°39′45,11″ v. d. | V těsné blízkosti solitérního dvora Buchov terénní pozůstatky středověkého tvrziště z 13.–15. století v podobě drobného ostrůvku při východním břehu rybníka, beze stop zdiva. Na ostrůvku stávala obrannná věž tvrze. Další rozsah tvrze lze lokalizovat na pp. 913, 914 a 937 (část). · Památkově chráněno od roku 1965. |
|                             | Kategorie „Tvrz Buchov “ na Wikimedia Commons | Hledat fotografie a kategorie ve Wikimedia Commons podle rejstříkového čísla památky | Nahrát snímek k tomuto tématu do úložiště Wikimedia Commons |                                                | |

## Mysletice
| Památka                                         | Fotografie                                                          | Rejstříkové číslo v ÚSKP                                                             | Sídelní útvar                                               | Poloha                                                                | Popis a poznámky |
| ----------------------------------------------- | ------------------------------------------------------------------- | ------------------------------------------------------------------------------------ | ----------------------------------------------------------- | --------------------------------------------------------------------- | --- |
| Areál poutní kaple svatého Vojtěcha (Q38236461) | \| \| \| \| \| \|                                                   | 18690/2-54 Pam. katalog MIS                                                          | Mysletice                                                   | kopec Větrov, pp. 620/3, 620/7 49°37′35,05″ s. š., 14°39′41,36″ v. d. | Poutní areál na vrcholu Větrova: - poutní kaple sv. Vojtěcha - sousoší Kalvárie, dřevěný kříž s plechovým korpusem a pískovcovými sochami Panny Marie a sv. Jana - altán nad studánkou - kamenný stolec · Památkově chráněno od roku 1965. |
|                                                 | Kategorie „Chapel of Saint Adalbert (Votice) “ na Wikimedia Commons | Hledat fotografie a kategorie ve Wikimedia Commons podle rejstříkového čísla památky | Nahrát snímek k tomuto tématu do úložiště Wikimedia Commons |                                                                       | |

## Lysá
| Památka                         | Fotografie        | Rejstříkové číslo v ÚSKP                                                             | Sídelní útvar                                               | Poloha                                                               | Popis a poznámky |
| ------------------------------- | ----------------- | ------------------------------------------------------------------------------------ | ----------------------------------------------------------- | -------------------------------------------------------------------- | --- |
| Výklenková kaplička (Q37812875) | \| \| \| \| \| \| | 25854/2-226 Pam. katalog MIS                                                         | Lysá                                                        | východně od Votic, pp. 1727/1 49°38′19,94″ s. š., 14°39′40,82″ v. d. | Jednoduchá nezdobená výklenová kaplička se sedlovou střechou. Na čelní straně níže umístěný segmentový výklenek, po obvodě ze tří stran šikmo seříznutý. Původ z 18.–19. století. · Památkově chráněno od roku 1965. |
|                                 |                   | Hledat fotografie a kategorie ve Wikimedia Commons podle rejstříkového čísla památky | Nahrát snímek k tomuto tématu do úložiště Wikimedia Commons |                                                                      | |